# Трабуко (Бјела)
Трабуко је насеље у Италији у округу Бијела, региону Пијемонт.
Према процени из 2011. у насељу је живело 42 становника. Насеље се налази на надморској висини од 562 м.